# 倫敦憲報

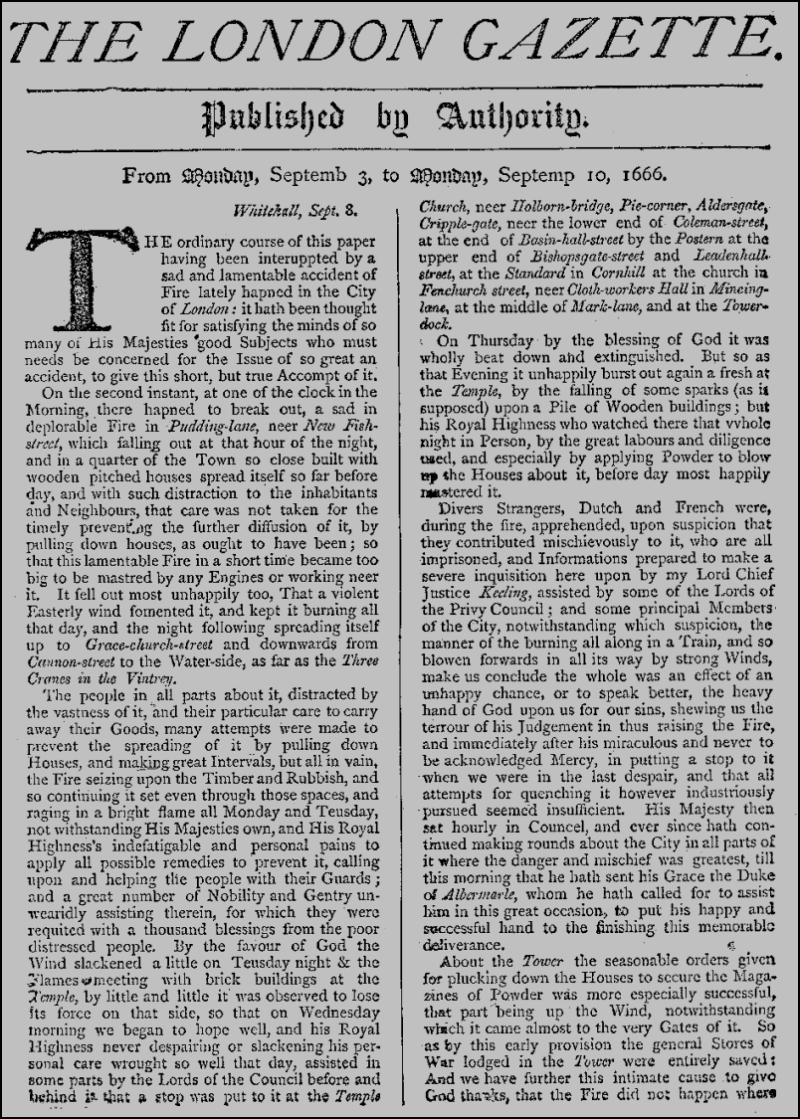
《倫敦憲報》1666年9月3日至10日號頭版，內容報導倫敦大火。

《倫敦憲報》（英語：The London Gazette）是英國政府及英國主要的官方傳播媒體之一，一般法令通告都須要在倫敦憲報內發佈（稱“刊憲”）。《倫敦憲報》自1665年11月7日開始刊行，聲稱為英格蘭歷史最悠久的報紙，和全英國連續刊行時間最長的報紙。不過，位於斯坦福的《水星報》及紐卡素的《周報》亦持有類似的聲稱。《倫敦憲報》並不如一般報紙，報導一般新聞時事，發行流通量也不廣泛。
除《倫敦憲報》外，英國政府其他官方報紙還包括《愛丁堡憲報》及《貝爾法斯特憲報》，這兩份憲報轉載《倫敦憲報》內牽涉全國的內容之餘，亦會分別加入有關蘇格蘭及愛爾蘭地區的報導。《倫敦憲報》本身亦不只交代全國性事務，涉及英格蘭的事務也會在倫敦憲報內刊登，然而，那些只牽涉蘇格蘭及愛爾蘭的報導，均需要在《倫敦憲報》內刊登。

## 憲報今貌
《倫敦憲報》現時會於星期一至星期五出版，但在銀行假期除外。憲報一般會就下列事務刊登通告：
- 對英國國會或蘇格蘭議會的草案授予御准、
- 下議院議席出現空缺，而要就選舉發出令狀、
- 軍官任命及隨後的軍官升遷、
- 企業或個別人士無力償付債務、
- 授予榮譽、嘉獎及軍勳、
- 更改姓名或其所擁有的紋章、
- 皇家公告及其他宣告

英皇陛下文儀辦公室現正對1752年至1998年的記錄進行數碼化，並上載到互聯網絡。而現時官方憲報則由私人營辦的文儀辦公室承印。

## 類似報刊
- 聯邦公報（美國）
- 官報（日本）

## 外部連結
- 倫敦、愛丁堡及貝爾法斯特憲報網站 （页面存档备份，存于）